# Judovsko-rimske vojne
Judovsko-rimske vojne so bile niz velikih uporov Judov v rimski provinci Judeji proti Rimskemu cesarstvu. 
Nekateri viri mednje uvrščajo samo prvo judovsko-rimsko vojno (66–73) in Bar Kohbovo vstajo (132–135). Drugi viri k njim prištevajo tudi Kitosovo vojno (115–117), ki se je začela z uporom v judovski diaspori v Cirenajki in se je samo v zaključnem obdobju dogajala tudi v Judeji.
Judovsko-rimske vojne so za Jude pomenile velik udarec, saj so jih iz najštevilčnejšega ljudstva na vzhodnem Sredozemlju spremenile v razseljeno in preganjano manjšino. Dogodki so imeli velik vpliv tudi na judaizem, ker so Titove čete porušile jeruzalemski tempelj, ki je bil osrednje judovsko svetišče. Četudi so Samarijani v 4. stoletju dobili avtonomijo in je Judom leta 614 uspelo ustanoviti kratkotrajno sasanidsko-judovsko državo, se je samostojna judovska država na Bližnjem vzhodu formirala šele v 20. stoletju. 

## Vojne
K judovsko-rimskim vojnam se prištevajo:
- Prva judovsko-rimska vojna (66–73), imenovana tudi prva judovska vstaja ali velika judovska vstaja. Začela se je z uporom leta 66, nadaljevala s padcem Galileje leta 67, uničenjem jeruzalemskega templja leta 70 in končala  s padcem Masade leta 73.
- Druga judovsko-rimska vojna (115–117), znana tudi kot Kitosova vojna in upor izgnancev.
- Tretja judovsko-rimska vojna (132–135), imenovana tudi Bar Kohbova vstaja, druga judovsko-rimska vojna (če se ne šteje Kitosove vojne) ali tretja judovsko-rimska vojna (če se jo šteje).

## Posledice
Upori v Judeji, ki se je leta 135 preimenovala v Sirijo Palestino, so se nadaljevali tudi v Bizantinskem cesarstvu. Med njimi so najbolj znani:
- upor proti Konstanciju Galu (351), ki se je začel v Sepforisu v Galileji,
- upor Samarijcev (484–572), ki se je začel v Neapolisu, in
- upor proti Herakliju (613), ki se je začel v Tiberiji v Galileji.